# Martin Lapointe
Martin T. Lapointe (* 12. September 1973 in Montréal, Québec) ist ein ehemaliger kanadischer Eishockeyspieler, -scout und derzeitiger -funktionär, der im Verlauf seiner aktiven Karriere zwischen 1989 und 2008 unter anderem 1099 Spiele für die Detroit Red Wings, Boston Bruins, Chicago Blackhawks und Ottawa Senators in der National Hockey League auf der Position des rechen Flügelstürmers bestritten hat. In Diensten der Detroit Red Wings gewann Lapointe in den Jahren 1997 und 1998 zweimal den Stanley Cup. Seit dem Sommer 2017 ist er als Director of Player Personnel bei den Canadiens de Montréal aus seiner Geburtsstadt tätig.

## Karriere
Martin Lapointe begann seine Karriere 1989 in der kanadischen Juniorenliga Ligue de hockey junior majeur du Québec bei den Titan de Laval. Gleich in seinem ersten Jahr bewies er sein Talent und erzielte 96 Punkte in 65 Spielen und konnte die Marke im Jahr darauf auf 98 Punkte erhöhen. Dazu kamen noch mehrere Auszeichnungen für seine Leistungen. Im NHL Entry Draft 1991 wurde er daraufhin von den Detroit Red Wings in der ersten Runde an Position zehn ausgewählt.
In den folgenden zwei Jahren spielte er noch hauptsächlich in der LHJMQ für Laval, kam aber auch zu seinen ersten Einsätzen für Detroit in der National Hockey League und deren Farmteam, den Adirondack Red Wings in der American Hockey League. 1993 wechselte er endgültig zu den Profis und spielte bis 1995 wechselweise in der NHL und der AHL, wo er zu den Topscorern der Adirondack Red Wings gehörte.
In der Saison 1995/96 schaffte er dann den endgültigen Durchbruch in der NHL und etablierte sich unter Trainer Scotty Bowman zu einem hart spielenden Stürmer, der besonders in Gefechten in den Ecken hinter den Toren seine Stärken hatte. In den Stanley-Cup-Playoffs 1997 gewann er mit den Red Wings den Stanley Cup. In den Playoffs der Saison 1997/98 setzte Lapointe auch in der Offensive Akzente und erzielte neun Tore. Darunter auch das Siegtor im Stanley-Cup-Finale, das zur Titelverteidigung führte. Er spielte noch weitere Jahre in Detroit, bis er das Team nach der Saison 2000/01 verließ. Es war die persönlich erfolgreichste NHL-Saison seiner Karriere mit 27 Toren und 57 Punkten.
Er unterschrieb im Sommer 2001 einen Vertrag bei den Boston Bruins. Dort führte er sein körperlich hartes Spiel fort und sammelte viele Strafminuten. Allerdings wurde er immer wieder durch Verletzungen gebremst. Die NHL-Saison 2004/05 fiel wegen des Lockout aus und Lapointe war im Sommer 2005 ein Free Agent und erhielt einen neuen Vertrag bei den Chicago Blackhawks. Gleich in seinem ersten Jahr in Chicago führte er das Team zeitweise als Mannschaftskapitän aufs Eis, da der eigentliche Kapitän Adrian Aucoin lange verletzt war. Im Februar 2008 musste er Chicago verlassen, als er zu den Ottawa Senators transferiert wurde, wo er den Rest der Saison bestritt. Anschließend beendete er seine aktive Karriere.
Nach seinem Karriereende wurde Lapointe im Dezember 2009 als Scout von seinem Ex-Klub Chicago Blackhawks verpflichtet. Dort war er drei Jahre tätig, ehe er im Juni 2012 zu den Canadiens de Montréal wechselte. Bei den Canadiens war er bis Sommer 2017 als Director of Player Development tätig. Seitdem fungiert er als Director of Player Personnel.

## Spielweise
Martin Lapointe war bekannt als Zwei-Wege-Stürmer, der neben Offensivaktionen auch in der Defensive viel arbeitet. Durch sein hartes Spiel sammelte er sehr viele Strafminuten. Während seiner NHL-Karriere konnte er aber nie an die Scorerqualitäten seiner Juniorenlaufbahn anknüpfen. Lapointe galt als Spieler mit großen Führungsqualitäten.

## Erfolge und Auszeichnungen
| - 1990 Coupe-du-Président-Gewinn mit den Titan de Laval - 1990 Trophée Michel Bergeron - 1990 LHJMQ First All-Star Team - 1991 LHJMQ Second All-Star Team - 1992 Calder-Cup-Gewinn mit den Adirondack Red Wings - 1993 Coupe-du-Président-Gewinn mit den Titan de Laval - 1993 LHJMQ First All-Star Team | - 1993 Coupe RDS (gemeinsam mit Ian Laperrière) - 1993 Trophée Paul Dumont - 1993 Memorial Cup All-Star Team - 1995 Teilnahme am AHL All-Star Classic - 1997 Stanley-Cup-Gewinn mit den Detroit Red Wings - 1998 Stanley-Cup-Gewinn mit den Detroit Red Wings - 2011 Aufnahme in den Temple de la Renommée de la LHJMQ |

### International
- 1991 Goldmedaille bei der Junioren-Weltmeisterschaft
- 1993 Goldmedaille bei der Junioren-Weltmeisterschaft

## Karrierestatistik

### International
Vertrat Kanada bei:
- Junioren-Weltmeisterschaft 1991
- Junioren-Weltmeisterschaft 1992
- Junioren-Weltmeisterschaft 1993
- Weltmeisterschaft 2000

(Legende zur Spielerstatistik: Sp oder GP = absolvierte Spiele; T oder G = erzielte Tore; V oder A = erzielte Assists; Pkt oder Pts = erzielte Scorerpunkte; SM oder PIM = erhaltene Strafminuten; +/− = Plus/Minus-Bilanz; PP = erzielte Überzahltore; SH = erzielte Unterzahltore; GW = erzielte Siegtore; 1 Play-downs/Relegation; Kursiv: Statistik nicht vollständig)